# Drsnokřídlec březový
Drsnokřídlec březový (Biston betularia) je motýl z čeledi píďalkovitých, který se pro změnu svého zbarvení v průběhu průmyslové revoluce stal předkládaným důkazem evoluce živých organismů. Předpokládá se, že toto přebarvení bylo evoluční reakcí na vymizení lišejníků z kůry stromů, na které se drsnokřídlec schovával před ptačími predátory, v oblastech se silným znečištěním ovzduší (například v Londýně). Jelikož byl bíločerný drsnokřídlec lépe viditelný, došlo k přizpůsobení se změně prostředí vlivem selektivního výběru a začala se zde vyskytovat nejčastěji nebo výhradně zbarvená černá forma zvaná carbonaria.

## Taxonomie
Druh popsal v roce 1758 švédský přírodovědec Carl Linné.

### Synonyma
- Amphidasis betularia
- Biston betularius (Linnaeus, 1758)
- Phalaena betularia (Linnaeus, 1758)[3]

## Popis

### Vajíčko
Samička po oplodnění snáší asi 2000 vajíček bledě zelené barvy o velikosti přibližně 1 mm do štěrbin v kůře za pomoci kladélka.

### Housenka

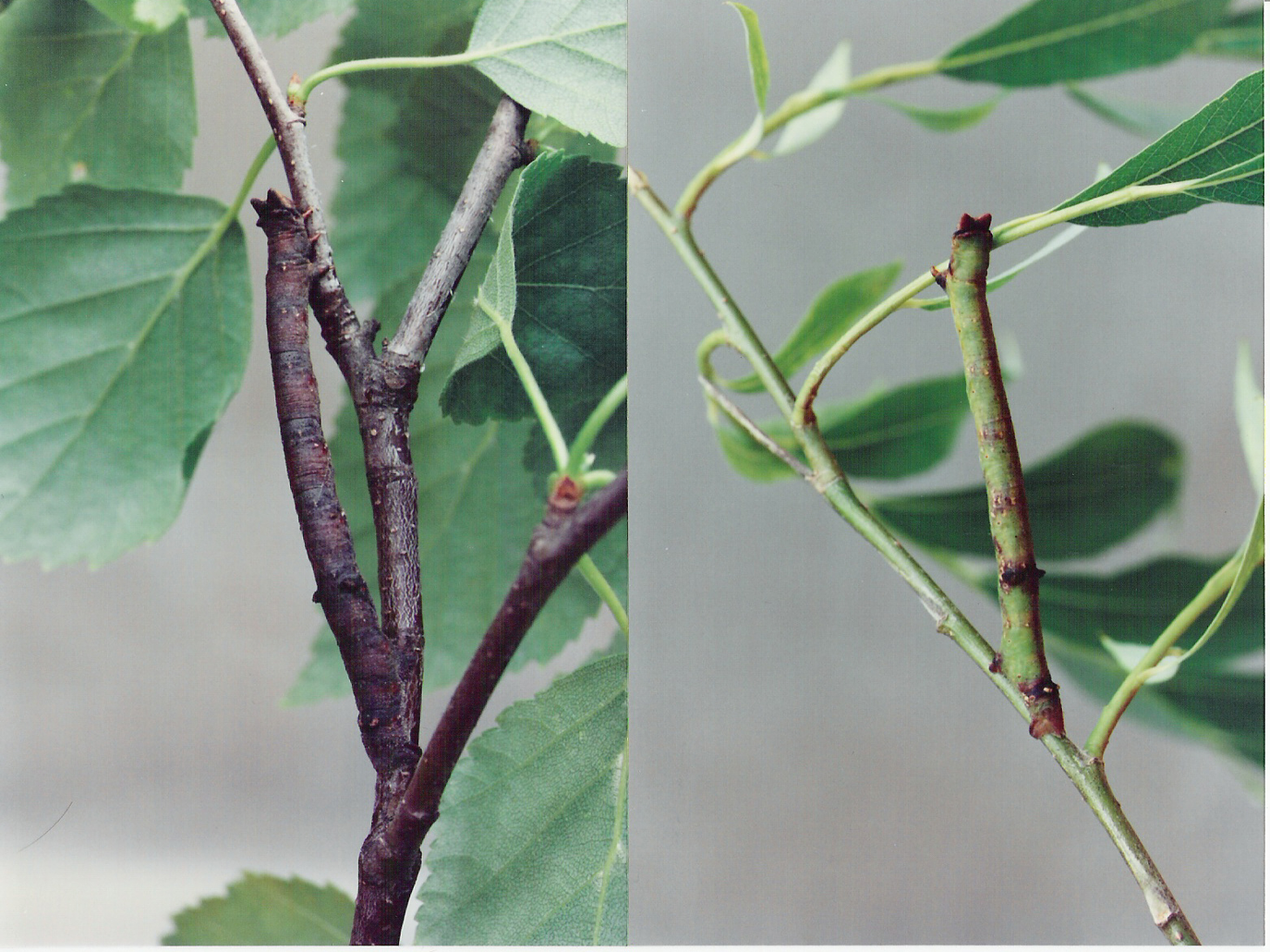
Housenky pro zmatení predátorů jsou podobné větvičkám stromů, na kterých žijí a to buď v hnědé či zelené variantě

Housenky se na první pohled podobají větvičkám stromů, což je chrání před zpozorováním predátory. Na hlavě vybíhají zřetelné rohy a na 5. článku zadečku jsou výrazné hrboly. Jsou většinou hnědé, žlutohnědé až šedé se žlutými skvrnami na bocích. Dýchací otvory housenky mají červenou barvu.
Housenky se vyskytují od července do srpna, jiný zdroj uvádí od července do října, ale jsou aktivní pouze v noci, jelikož přes den imitují větvičky a jsou zcela nehybné. V případě nebezpečí se housenka pustí větvičky, na které se nachází, a spadne na zem. Většinou je možné je pozorovat na bříze, dubu, vrbě, topolu, jasanu, trnce a dalších dřevinách.

#### Potrava
Housenky jsou polyfágní, požírají listy různých dřevin jako je bříza, jasan, dub, vrba, jilm, trnka, hrušeň, maliník, tužebník, pelyněk, chmel.

### Kukla
Před zakuklením se housenka přesune z dřeviny na zem, kde se zavrtá do země a zde se přemění na tmavohnědou kuklu. Kukla následně přezimuje a na jaře se z ní líhne nová generace motýlů.

### Dospělec

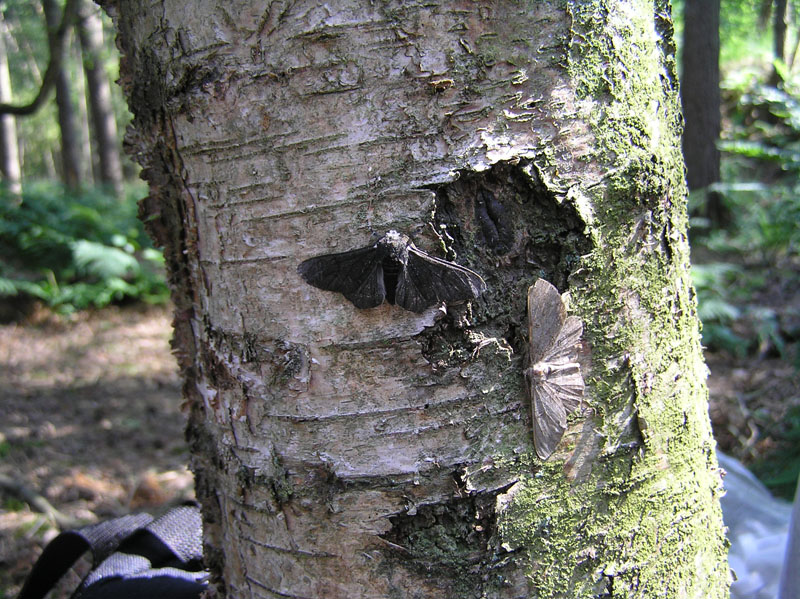
Dvojice dospělců na kůře stromu

Dospělý drsnokřídlec je mohutný motýl, který se řadí mezi největší zástupce píďalek obývající Evropu. Délka předního křídla je 2 až 3 cm (respektive 18 až 35 mm), tělo je robustní. Mezi samcem a samičkou existuje diformismus, který se projevuje tím, že samec má hřebenitá tykadla a taktéž velikostí, jelikož sameček je vždy menší než samička. Nominantní zbarvení předního křídla je bílá až krémově bílá s černými tečkami a pruhy, které na předním okraji křídla splývají a dávají tak vzniku větších skvrn. Na zadních křídlech jsou viditelné klikaté příčky. Nicméně vlivem změny prostředí, ve kterém motýli žili, došlo u nich k selekci genů a vzniku zcela černé formy, která jim umožňuje lepší maskování v oblastech bez lišejníků. Tento jev, kdy dochází ke změně zbarvení v reakci na změny prostředí způsobené člověkem, se nazývá industriální melanismus. Dospělý motýl je v přírodě pozorován od poloviny května do července.

## Výskyt
Motýl se vyskytuje v Evropě až do oblastí střední Skandinávie a jižního Finska, v Asii až k Japonsku od nížin až po podhůří hor. Obývá světlé listnaté lesy, vřesoviště, oblasti lužních lesů a pobřežních vod, ale přizpůsobil se také zahradám či stromořadím. Vyskytuje se ve dvou generacích v nížinách v období mezi květnem až červencem, kdežto ve vyšších nadmořských výškách se objevuje pouze jedna generace aktivní mezi červnem až červencem.

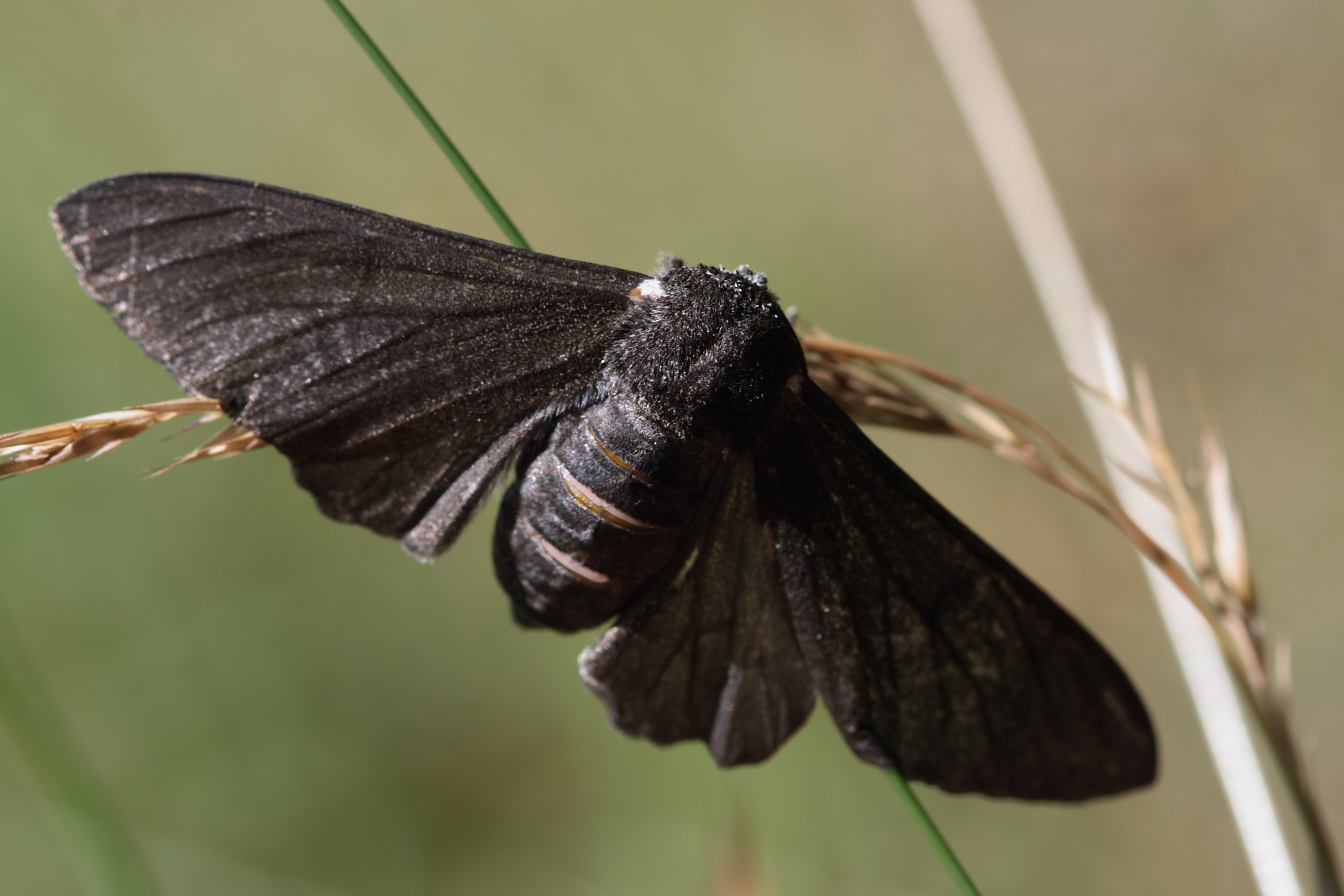
Tmavá forma dospělce v přírodě

## Chování
V nočních hodinách jsou drsnokřídlovci pozorováni létající v okolí lamp či jiných světelných zdrojů.

## Evoluce

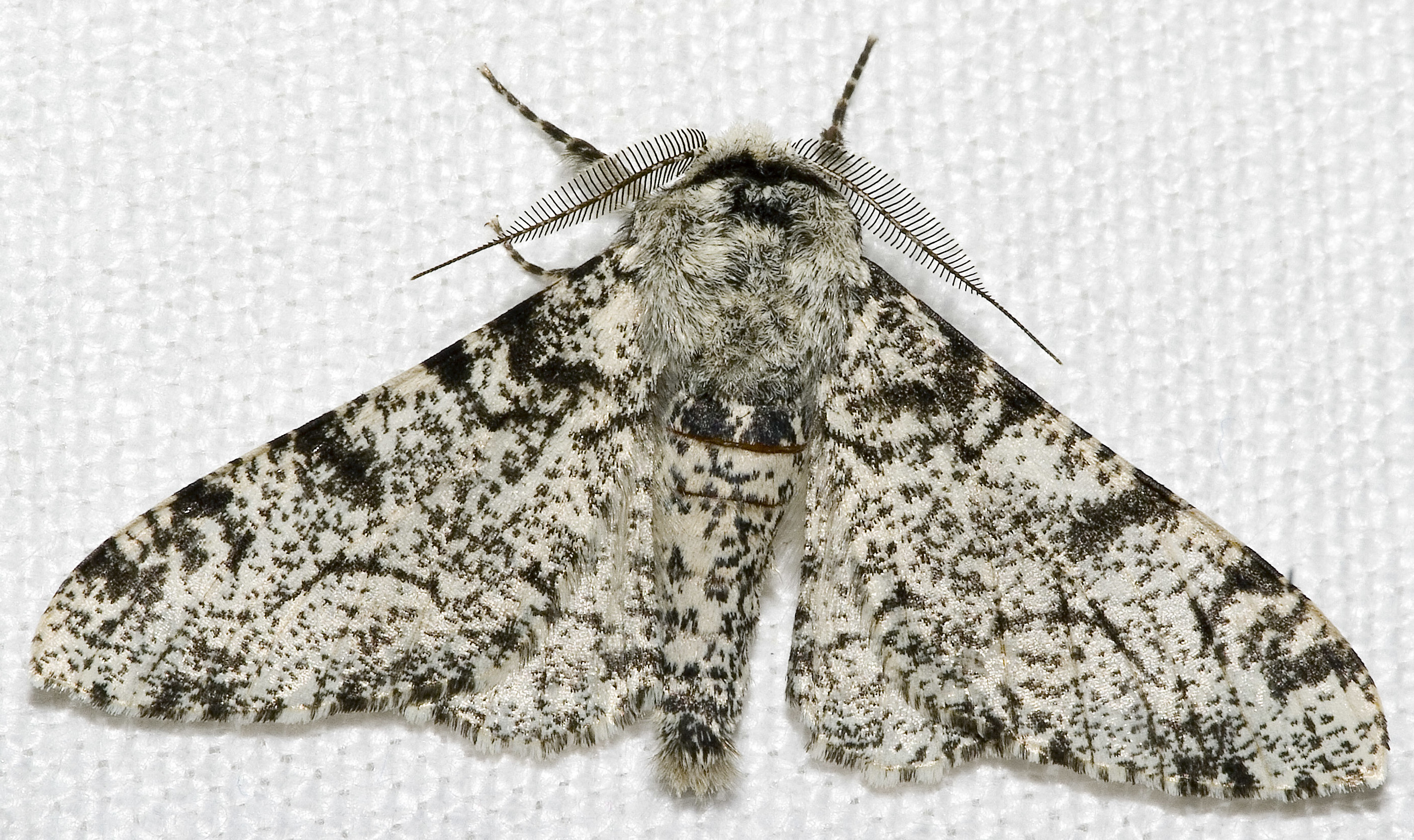
Světlá forma drsnokřídlece

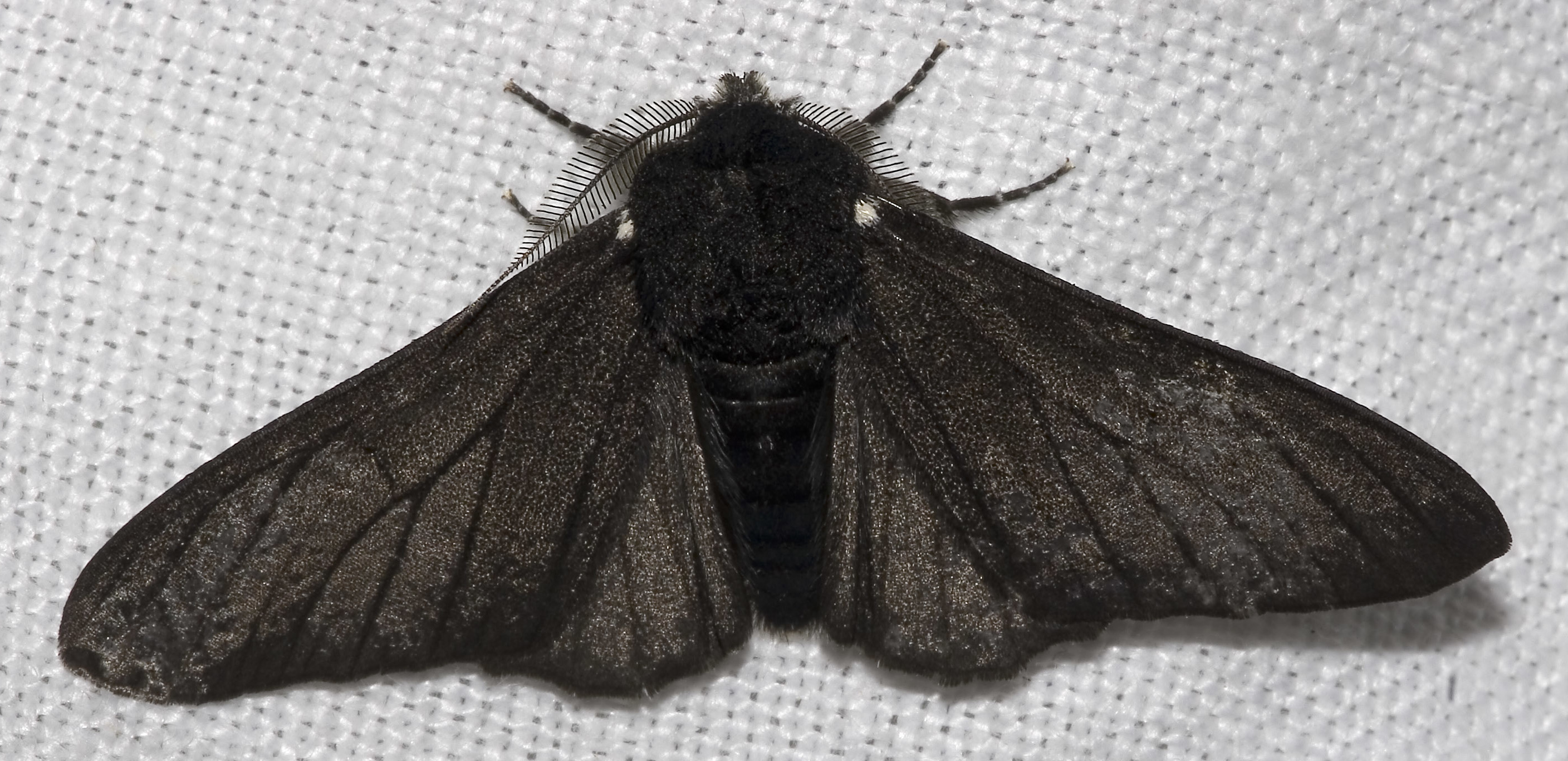
Nově vzniklá černá forma

Drsnokřídlec březový je označován za ukázku přizpůsobování druhu na změnu životního prostředí, ve kterém musí žít. Před začátkem průmyslové revoluce se v Anglii nacházely populace drsnokřídlece, které byly bílo-černé až bílé. Tito jedinci se před dravci schovávali na kůru stromů porostlou tehdy hojnými lišejníky. Jelikož ale s nástupem průmyslové revoluce se začalo zhoršovat ovzduší, docházelo k úhynu lišejníku. To mělo za následek, že kůra stromů byla tmavší a jedinci drsnokřídlece byli snadněji pozorovatelní a tudíž snazší kořistí pro hmyzožravé ptáky. Následkem toho se v populaci začali objevovat zcela černí jedinci, kteří záhy zcela převládli a vytlačili světlé jedince, což bylo způsobeno přirozenou selekcí genů, kdy tmavší jedinci měli větší šanci na přežití a tedy i rozmnožení. Tato změna byla poprvé popsána v roce 1848 v okolí anglického města Manchesteru a již v roce 1895 představovala nová tmavá forma až 98 % celé populace. Vznikla tak nová forma zvaná carbonaria a tato změna je ukazována jako typický příklad industriálního melanizmu. Černí jedinci byli však pozorováni, ač velice zřídka, i před průmyslovou revolucí.
Vysvětlení toho, proč došlo k nárůstu tmavé populace a nahrazení světlejších jedinců, přinesl v 50. letech 20. století britský genetik Bernard Kettlewell, který zkoumal populace a úspěšnost přežití různých forem tohoto druhu. Nicméně nově se objevují názory, že změna zbarvení nebyla výsledkem pouze působení průmyslových exhalací, ale že se na přebarvení podílelo více faktorů. V důsledku zlepšení stavu ovzduší a poklesu tmavého spadu v okolí měst je pozorován úbytek tmavé varianty. Někteří biologové dokonce zastávají stanovisko, že tato forma během několika desetiletí vymizí.

## Ekologické vztahy

### Predátoři
Drsnokřídlec březový je loven hmyzožravým ptactvem.